# Русский общенациональный союз
Ру́сский общенациональный сою́з (РОНС) — русская националистическая праворадикальная с элементами биологического расизма в идеологии организация, запрещённая как экстремистская на территории Российской Федерации. Создана в декабре 1990 года. Один из основателей — Игорь Артёмов.

## История создания
В 1989—1990 годах начала действовать группа «Возрождение России», возглавляемая аспирантом Института Востоковедения Игорем Артёмовым. Участники группы составили ядро РОНСа. С 1989 года группа выпускала самиздатовскую газету «III-й Рим».
Учредительное собрание состоялось 1-2 декабря 1990 года в Москве. В РОНС вошли организации: «Возрождение России», «Верность» (Иркутск, председатель А.Турик), «Союз русских националистов» (Краснодар) и др.
В конце 1990 года — начале 1991 года были образованы региональные отделения РОНС в Краснодаре, Нижнем Новгороде, Твери, Таганроге, Челябинске, Киеве и в Киргизии. К 2008 году отделения РОНС были созданы в 63 регионах России.
В 2010 году отделение РОНС было создано в Республике Коми. Оно просуществовало один день[что?] и было распущено после осуждения его руководителя Николая Мартынова решением Сыктывкарского городского суда[значимость факта?].

## Программа
Как указывается на сайте РОНС, идейная основа движения сформировалась под воздействием трудов митрополита Илариона, Н. Я. Данилевского, К. Н. Леонтьева, А. С. Хомякова, И. А. Ильина, И. Л. Солоневича, И. Р. Шафаревича и др. Ядро РОНС составили молодые научные сотрудники институтов и преподаватели https://web.archive.org/web/20160202123626/http://www.ronsru.com/prog.htm.
Основные положения программы:
- Русское национальное государство (форма самоорганизации русского народа), ведущее своё правопреемство от Российской империи.
- Унитарное государство, сильная центральная власть и широкое местное самоуправление.
- Власть служит интересам нации, а не нация интересам власти.

## Руководящий состав
Председателем национального совета РОНС является Игорь Владимирович Артёмов. В Совет РОНС входят: Александр Степанович Турик (Иркутск), Сергей Степанович Белоусов (Элиста), Пётр Григорьевич Василенко (Санкт-Петербург), Виктор Иванович Гринченко (Елец Липецкой области), Алексей Олегович Кибальчич (Москва), Дмитрий Юрьевич Кривцов (Нижегородская область), Александр Николаевич Люлько (который стал депутатом Совета депутатов города Новосибирска) и Владимир Николаевич Гетманов (Новосибирск), Владимир Иванович Жернаков (Воткинск), Олег Германович Шевяков (Ульяновская область), Дмитрий Владимирович Сычёв (Рязань).

## Деятельность
Перед референдумом 25 апреля 1993 года РОНС призвал голосовать против политики правительства, против доверия президенту, за перевыборы и президента и парламента («НЕТ-НЕТ-ДА-ДА»). Во время противостояния президентской и парламентской группировок в сентябре — начале октября 1993 года РОНС выступал за проведение досрочных выборов обеих ветвей власти.
В январе 1993 года зарегистрирован Минюстом РФ как межрегиональное общественно-политическое движение (N1474). В 1994 году на региональных выборах местных органов власти несколько членов РОНС стали депутатами региональных законодательных собраний и городских советов (Нижегородская областная Дума, Иркутское областное Законодательное Собрание, горсовет Нижнего Новгорода).
РОНС поощряет разнообразные силовые акции. В частности, на сайте РОНСа сообщается, что «в июне 1993 года Иркутское отделение РОНС совместно с другими организациями предприняло ряд шагов по защите населения города от засилья азербайджанских уголовников. Один из них, изнасиловавший русскую девушку, был застрелен прямо в отделении милиции».
В 2001 году съезд РОНС принял решение о преобразовании в политическую партию. Однако Минюст в регистрации отказал на основании ст. 9 закона «О политических партиях», запрещающей создавать партии, основанные на религиозной или национальной принадлежности их членов.
В декабре 2006 г. Европейский суд по правам человека отклонил жалобу лидера РОНС И. В. Артёмова на запрет Минюста РФ зарегистрировать союз как политическую партию. Более того — суд призвал российские власти «особо бдительно» относиться к националистическим организациям и принимать «решительные меры» для борьбы с ними. По мнению Игоря Артёмова, Минюст нарушил ст. 11 Европейской конвенции о праве на свободу объединений. Однако Европейский суд по правам человека указал, что РОНС собирался защищать интересы только одной национальной группы — русских, что «несовместимо с гарантиями против дискриминации и принципом включения меньшинств в политическую жизнь страны». Европейский суд принял решение о том, что запрет Минюста имел целью обеспечить мирное сосуществование наций и религий в России и защитить права и интересы других лиц.
В мае 2007 года участники организации вступили в столкновение с гей-активистами во время попытки проведения гей-парада в Москве.
РОНС проводит акции в поддержку учебного православного курса «Основы православной культуры».
Также проводятся акции против абортов, ювенальной юстиции, введения в школах уроков «полового воспитания».  
Программные документы и агитационные материалы РОНСа были признаны экстремистскими и включены в Федеральный список экстремистских материалов от 5 марта 2009 г. под номерами 319, 597, 598, 599, 600.
В 2011 году состоялась попытка запрета РОНС со стороны Владимирской прокуратуры. Суд признал запрет РОНСа, но из-за того, что РОНС является общероссийской организацией, по закону запретить такую может только Верховный Суд, а не областной суд. Последний запретил только Владимирскую областную организацию РОНС, которой по документам не существует, потому руководство РОНС признало запрет недействительным и организация формально продолжает своё существование.